# Krytonosek diademowy
Krytonosek diademowy (Scytalopus schulenbergi) – gatunek małego ptaka z rodziny krytonosowatych (Rhinocryptidae). Opisany w 1994. Występuje w Boliwii i Peru. Nie jest zagrożony wyginięciem.

## Taksonomia
Gatunek został odkryty w 1992 i opisany po raz pierwszy w 1994 przez Breta M. Whitneya. Holotyp został odłowiony 28 marca 1993, 4 km od miejscowości Chuspipata w Boliwii na wysokości 3215 m n.p.m. (koordynaty: 16°19′S 67°51′W/-16,316667 -67,850000). Był to prawie dorosły samiec.
Najbliżej spokrewniony jest z krytonoskiem inkaskim (Scytalopus urubambae) i nowo opisanym (2020) krytonoskiem jasnobrewym (S. whitneyi). Nie wyróżnia się podgatunków.

## Morfologia
Długość ciała wynosi blisko 10 cm. Znane masy ciała dwóch samców to 15,2 g i 17 g. Występuje nieznaczny dymorfizm płciowy. Przód wierzchu głowy i brew srebrzystobiałe, kontrastują z czarną „maską” obejmującą przód czoła, kantarek i obszar za okiem. Wierzch ciała i sterówki ciemnoszare, we wszystkich miejscach (z wyjątkiem wierzchu głowy i barkówek) można dostrzec miejscami brązowy odcień. Kuper ma kolor pomarańczowordzawy, matowy; pokrywają go popielate pasy. Spód ciała szary po ciemnoszary, najjaśniejsze pióra na brodzie i gardle. W niższej części brzucha występuje srebrzysty połysk. Boki i okolice kloaki zwykle mają kolor pomarańczowordzawy i są pokryte popielatymi pasami.
Wymiary szczegółowe (n = 26, przy długości ogona – 25): długość dzioba (górnej krawędzi) 10,2–12,1 mm, skoku – 20,4–22,7 mm, skrzydła – 47,1–55 mm, ogona – 33,8–43,2 mm.

## Zasięg występowania
Krytonosek diademowy występuje w Boliwii (Yungas w departamencie Cochabamba) oraz południowo-wschodnim Peru (Cordillera de Vilcanota w regionie Cuzco).

## Ekologia
Środowiskiem życia gatunku są zarośla bambusów oraz gęsty podszyt w wilgotnych lasach oraz tuż poniżej linii drzew. Odnotowywany na wysokości 2800–3400 m n.p.m. Na wyższych wysokościach krytonoska diademowego zastępuje punański, na niższych – śpiewny (S. parvirostris). W trzech zbadanych żołądkach były wyłącznie owady. Żeruje na ziemi lub w jej pobliżu, szybko się porusza. Pisklęta odnaleziono w Peru w środku października; prawdopodobnie gniazduje od września do stycznia. Jedno odnalezione gniazdo miało kształt kulisty, wejście ulokowane zostało u góry. Budulec stanowiły mchy i porosty, do tego niewielka ilość gałęzi i materii roślinnej. Ulokowane było tuż pod powierzchnią gruntu pokrytego mchem i liśćmi. Do wejścia prowadził krótki tunel, prawdopodobnie naturalny.

## Status
IUCN uznaje krytonoska diademowego za gatunek najmniejszej troski (LC, Least Concern) nieprzerwanie od 2000 roku (stan w 2021). Liczebność populacji nie została oszacowana, ale ptak ten opisywany jest jako dość pospolity do rzadkiego. Ze względu na brak dowodów na spadki liczebności bądź istotne zagrożenia dla gatunku BirdLife International uznaje trend liczebności populacji za stabilny. Organizacja ta wymienia 5 ostoi ptaków IBA, w których występuje krytonosek diademowy.